# Aeroportul Squamish
Aeroportul Squamish (IATA: YSE, ICAO: CYSE) este un aeroport din Columbia Britanică, Canada.
Situat la o altitudine de 52 m, aeroportul dispune de 1 pistă.

## Infrastructură

### Piste
Aeroportul dispune de o singură pistă. Pista are orientarea 15/33. 